# Либеров, Пётр Дмитриевич
Пётр Дмитриевич Либеров (1904—1983) — советский археолог, специалист в области культур скифского времени и эпохи бронзы. Доктор исторических наук. Заместитель директора Института археологии АН СССР (1961—1971). Участник Великой Отечественной войны.

## Биография
Родился в деревне Труфаногоры Пинежского уезда Архангельской губернии (ныне Пинежский район Архангельской области).
В 1939 году окончил исторический факультет МИФЛИ, после чего был оставлен в аспирантуре. Завершить её помешала начавшаяся в 1941 году Великая Отечественная война. Всю войну Либеров провёл в рядах действующей армии.
После окончания войны, в 1946—1948 обучался в аспирантуре Института истории материальной культуры (ИИМК) Академии наук СССР (с 1957 — Институт археологии АН СССР). Был принят в штат Института в 1948 году и проработал в нём до ухода на пенсию в 1978 году. За 30 лет своей работы в Институте прошёл путь от младшего научного сотрудника до заместителя директора по науке.
Основные научные интересы Либерова: археология степной Скифии, Правобережья лесостепного Поднепровья, бассейна Северского Донца.
В 1946—1953 принимал участие в работе Скифской степной экспедиции под руководством Б. Н. Гракова. В ходе её Либеров основным направлением своих научных исследований выбрал скифскую археологию. С 1954 года его главной целью стало изучение прошлого древнего населения Среднего Дона в скифский период.
Либеров организовал и на протяжении 1954—1974 годов возглавлял Воронежскую лесостепную скифскую экспедицию. За этот период Либеров сыграл исключительно важную роль в изучении древней истории (эпохи бронзы и раннежелезного века) населения Среднего Дона (Воронежская и Белгородская области). Воронежская лесостепная скифская экспедиция за сравнительно короткий срок осуществила широкие исследования в регионе и раскопала ряд интереснейших курганных могильников скифской эпохи: в урочище «Частые курганы», у с. Мастюгино, у с. Русская Тростянка, у д. Дуровка и др.
Одновременно впервые в практике археологии Среднего Дона были выявлены и частично изучены более 20 городищ и 36 открытых поселений раннежелезного века. Либеров впервые широко применил комплексный подход к изучению древностей скифской эпохи в Воронежской области, став одним из ведущих археологов и оказав сильное влияние на становление и развитие последующих исследований данного региона.
Экспедицией из местных памятников были собраны и проанализированы первые коллекции антропологического материала (обработал и обобщил Г. Ф. Дебец), а также палеозоологического материала (этому разделу посвятил свои работы В. И. Цалкин). Был также проведен спектральный анализ цветного металла из погребальных и поселенческих комплексов V—IV вв. до н. э.

## Научные труды
Диссертации
- Скифские курганы Киевщины. Кандидатская диссертация. — М., 1948. - 467 л. + Альбом-приложение. 10 л.
- Древняя история населения Подонья. Диссертация на соискание ученой степени доктора исторических наук. — М., 1971. - Ч. I-II. - 1085 л.

1949
- Скифские курганы Киевщины // КСИИМК. Вып. 30. 1949. - С. 93-104.

1950
- К вопросу о связи культуры полей погребений с культурой скифского времени на Киевщине // КСИИМК. Вып. 34. 1950. - С. 75-84.

1951
- К вопросу о скифах-пахарях // ВДИ. 1951. № 4. - С. 178-185.
- Курганы у села Константиновки // КСИИМК. Вып. 37. 1951. - С. 137-143, илл.

1952
- К истории земледелия у скифских племен Поднепровья эпохи раннего железа в VI-II вв. до н.э. // Материалы по истории земледелия СССР. Сб. 1. - М., 1952. - С.66-114, илл.

1954
- Раскопки каменских «кучугур» в 1952-1953 гг. // ВДИ. 1954. № 4. - С. 176-179, илл.
- Хронология памятников Поднепровья скифского времени // Вопросы скифо-сарматской археологии. - М., 1954. - С. 132-137, илл.

1956
- Курганы у села Черемушны // КСИИМК. Вып. 63. 1956. - С. 98-102, илл.

1959
- Археологические памятники р.Береки // КСИИМК. Вып. 77. 1959. - С. 35-41, илл., карт.
- К вопросу о времени одомашнивания курицы // СА. 1959. № 2. - С. 232-235, илл.

1960
- К истории скотоводства и охоты на территории Северного Причерноморья в эпоху раннего железа (IX в. до н.э. - V в. н.э.) // История скотоводства в Северном Причерноморье. - М., 1960. - С. 110-164, илл., карт. - (МИА. № 53)
- Мастюгинские курганы и Волошинские городища // СА. 1960. № 3. - С. 162-170, илл.
- Некоторые результаты разведок на Среднем Дону в сезон 1957 г. // Труды ВОКМ. Вып. 1. 1960. - С. 74-86, илл., карт.

1961
- Мастюгинские курганы (Некоторые материалы из раскопок 1959-1960 гг.) // СА. 1961. № 3. - С. 152-165, илл.
- Новые материалы из курганов у села Черемушны // КСИА. Вып. 83. 1961. - С. 104-109, илл.
- Поселения у хуторов Войновки и Шведовки на р.Осколе // КСИААНУССР. Вып. 11. 1961. - С. 53-58, илл.
- Разведки в пойме реки Оскол [1955 г.] // КСИА. Вып. 83. 1961. - С. 95-103, илл., карт.

1962
- Памятники скифского времени бассейна Северного Донца // Лесостепные культуры скифского времени. - М., 1962. - С. 5-85, илл. - (МИА. № 113)
- Статуэтка собаки из кургана у села Мастюгино // КСИА. Вып. 89. 1962. - С. 60-65, илл.
- Рец.: Шрамко Б.А. Древности Северного Донца. Харьков, 1962 // СА. 1964. № 3. - С. 340-344. (Соавтор С.А.Плетнева)

1964
- Гелоны и будины на Среднем Дону // Тезисы докладов на заседаниях, посвящ. итогам полевых исследований 1963 г. - М., 1964. - С.42-46.
- К вопросу об этнической принадлежности археологических памятников I тысячелетия до н.э. в районе Среднего Дона // Научная сессия по этногенезу мордовского народа. Тезисы. Краткое содержание докладов. - Саранск, 1964. - С. 39-43.
- Племена Среднего Дона в эпоху бронзы. - М., 1964. - 208 с, илл., карт.

1965
- Исследования лесостепной скифской экспедиции Института археологии АН СССР на Среднем Дону за 11 лет // Этногенез мордовского народа. - Саранск, 1965. - С.36-46.
- Памятники скифского времени на Среднем Дону. - М., 1965. - 112 с, илл., карт. - (САИ. Д1-31).

1966
- Исследования на Среднем Дону // АО 1965 (1966). - С.91-93, илл.
- Этническая принадлежность населения Среднего Дона в скифское время // Тезисы докладов и сообщений на Конференции по вопросам скифо-сарматской археологии. Москва, 1967. - М., 1966. - С. 36-38.

1969
- Проблема будинов и гелонов в свете новых археологических данных // Население Среднего Дона в скифское время. - М., 1969. - С.5-26, илл., карт. - (МИА. № 151)
- Савроматы ли сирматы? // Население Среднего Дона в скифское время. - М., 1969. - С. 27-37, илл., карт. - (МИА. № 151).

1970
- Археологические исследования на Воронежском водохранилище // АО 1969 (1970). - С.50-52. (Соавторы: А.Д.Пряхин, А.Т.Синюк, Б.Г.Тихонов)

1971
- Древняя история населения Подонья. Автореф. дис. … докт. ист. наук. - М., 1971. - 57 с.
- Этническая принадлежность населения Среднего Дона в скифское время // Проблемы скифской археологии. - М., 1971. - С.103-115, илл., карт. - (МИА. № 177)

1972
- Локальные особенности «звериного» стиля у населения Среднего Дона // Труды 3-й Всесоюзной конференции по вопросам скифо-сарматской археологии. - М., 1972. - С.16-17.

1973
- Памятники абашевской культуры в Курской области // Кавказ и Восточная Европа в древности. - М., 1973. - С.117-120, илл.
- Работы Воронежской экспедиции // АО 1972 (1973). - С.73-74. (Соавтор А.И. Шкурко)

1974
- Обследование памятников по р.Потудани // АО 1973 (1974). - С.63-64.

1975
- Работы Воронежской лесостепной скифской экспедиции // АО 1974 (1975). - С. 61-62, илл. (Соавтор Н.В.Колошницын)

1976
- Локальные особенности звериного стиля среднедонской культуры и отражение связей с внешним миром // Скифо-сибирский звериный стиль в искусстве Евразии. - М., 1976. - С.138-146, илл.

1977
- Раскопки курганов в Саратовском Заволжье // АО 1976 (1977). - С.137-138. (Соавторы: Л.Л. Галкин, Н.Г. Ким, Н.М. Малов, В.И. Мельник)
- К вопросу о гелонах Геродота // История и культура античного мира. - М., 1977. - С.100-104.
- О хронологии абашевской культуры // СА. 1977. № 2. - С.43-54.

1978
- О хронологии курганов у с.Староюрьево // Проблемы советской археологии. - М., 1978. - С. 102-108, илл.
- Раскопки Воронежской новостроечной экспедиции // АО 1977 (1978). - С. 71-72. (Соавтор А.Т. Синюк)
- Срубная культура на Среднем Дону // Научные труды КуйбГПИ. - Т. 221. - 1978. - С.75-78.

1980
- О хронологии некоторых костяных изделий эпохи поздней бронзы // КСИА. Вып. 161. 1980. - С. 21-24, илл.

2000
- Заключение о положении древнего скифского населения, известного под названием "Каменские кучугуры" Каменско-Днепровского района Запорожской области в связи с засадкой его лесом / Говрилюк Н.А., Котова О.И. Сто лет раскопок Каменского городища. Приложение 2 // Скифы и сарматы в VII-III вв. до н.э.: палеоэкология, антропология и археология. - М., 2000. - С.13-14. (Соавтор Б.Н.Граков).